# ホジュフ
ホジュフ（Chorzów ([ˈxɒʒuːf] KHOZH-oof; ポーランド語: [ˈxɔʐuf] ( 音声ファイル); ドイツ語: Königshütte [ˈkøːnɪçsˌhʏtə] ( 音声ファイル); シレジア語: Chorzōw) ケーニヒスヒュッテ）は、ポーランド南部シロンスク県にある都市。人口105,628人（2021年）、面積約33.2 km²。
ホジュフはカトヴィツェの北西約7km、上シロンスク工業地帯（Upper Silesian Industrial Area）の中心のラヴァ川沿いにあり、220万人の人口を持つポーランド最大の大都市圏・上シロンスク都市圏連合（Upper Silesian Metropolitan Union）の中央に位置している。
1999年の大合併以前はカトヴィツェ県（Katowice Voivodeship）に属していた。

## 地理

### 位置
ホジュフは、ポーランド有数の大都市圏の中央にある。2007年にカトヴィツェおよび隣接する都市群により形成された上シロンスク都市圏連合は、形成時点での人口が220万の、ポーランドで最も大きい法的に認識された都市である。

### 気候
ホジュフの平均気温は7.9℃、年間雨量は723mmであり、 弱い西風(2m/s)がよく吹く。

## 経済
ホジュフはかつて、炭鉱、鉄鋼、化学、製造、エネルギー部門など広範囲の産業が立地する、ポーランド最大の経済地域（上シロンスク工業地域）でも最も重要な都市の一つであった。しかし、重工業の工場の多くが数十年間にわたる投資不足、および1980年代以来の環境問題のため、ここ20年間でかなり縮小した。残る工場は事業再構築され近代化された。
上シロンスク都市圏連合に属する10余りの都市の間に挟まれたホジュフの人口は減少気味である。新しい工場の大部分が上シロンスク都市圏連合の周縁部に立地する中、中心部のホジュフはサービス業が発展している。失業率は高い（2007年12月31日の12.6%）が、減少傾向にある。技術的に熟練した労働者が多い。

## 交通
- 車

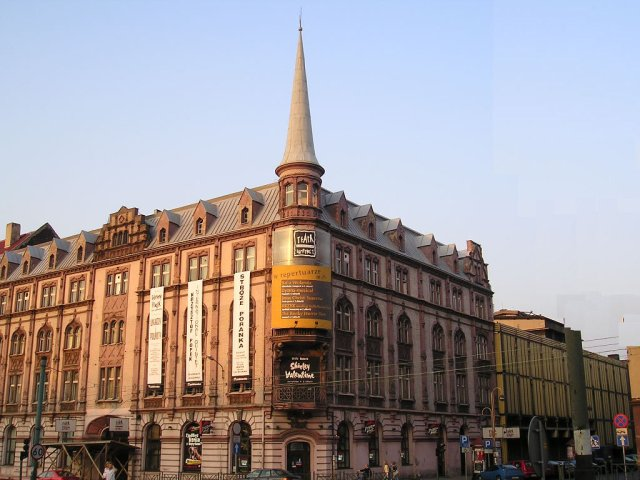
ホジュフの劇場（Rozrywki Theater）

  - アウトバーンA4: ドイツのアウトバーンA4が通るドイツ・ポーランド国境のゲルリッツ/ズゴジェレツに始まり、ヴロツワフ-グリヴィツェ-ホジュフ（バトルィ）-カトヴィツェ-クラクフへと伸び、その先はウクライナに向かう。
  - Drogowa Trasa Średnicowa: 上シロンスク工業地帯を結ぶ高速道路で、カトヴィツェ-ホジュフ-ルダ・シロンスカ-ザブジェ を結ぶ
  - 国道DK79: カトヴィツェ-ホジュフ-ビトム

- 2つの主要鉄道路線に3つの駅がある。
  - カトヴィツェ-ホジュフ・バトルィ駅-グリヴィツェ
  - カトヴィツェ-ホジュフ・バトルィ駅-ホジュフ・ミャスト駅-ホジュフ・スタルィ駅-ビトム

- 飛行機
  - カトヴィツェ国際空港(ホジュフではなく、ピジョヴィツェにある)

- 公共交通機関
  - ホジュフはバスと路面電車で上シロンスク都市圏連合の諸都市と結ばれる。シロンスク路面電車（Tramwaje Śląskie）は1894年以来続く世界最大級の路面電車網で、上シロンスクの諸都市を東西50kmにわたり結んでいる。

## 県立文化余暇公園
県立文化余暇公園（Wojewódzki Park Kultury i Wypoczynku）はポーランドでは広く知られる文化・スポーツの中心地で、ヨーロッパ最大級の都市公園でもあり、ホジュフの面積の30%を占めている。
- シロンスク動物園（Silesian Zoological Garden）
- シロンスクスタジアム（ポーランドで最も大きい競技場）
- プラネタリウムと天文台
- バラ園（7ヘクタールに385の品種のバラ）
- シロンスク遊園地（Śląskie Wesołe Miasteczko）
- ケーブル鉄道 Elka
- 上シロンスク民族学公園
- プール複合施設
- 水上競技センター
- テニスコート
- 多くの緑地

## スポーツ

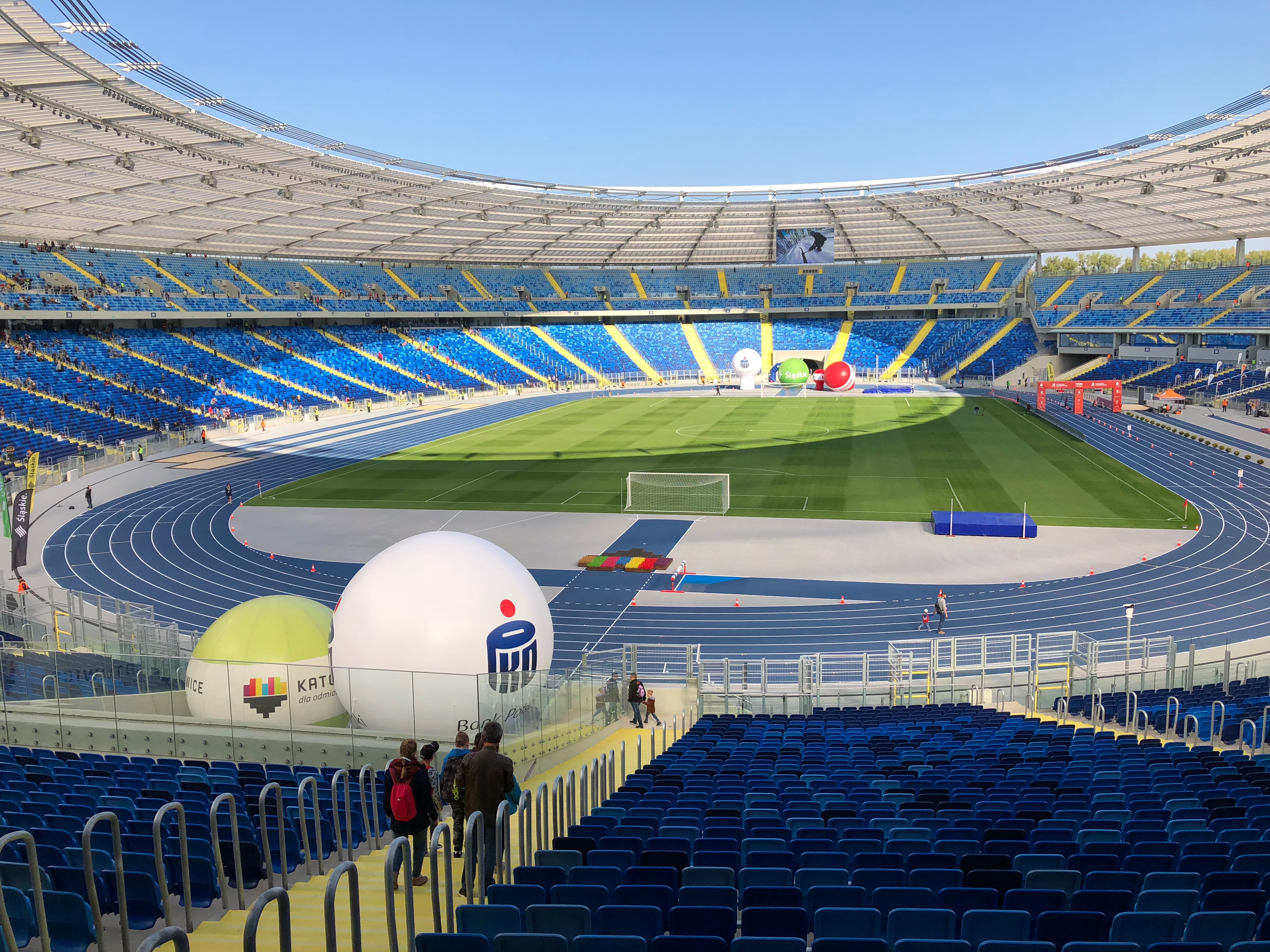
スタディオン・シロンスク

シレジア競技場（スタディオン・シロンスク）はサッカーポーランド代表のホームグラウンドとして知られ、国際的なサッカー大会が開催される。また陸上競技のダイヤモンドリーグを始め、二輪の大規模レース・スピードウェイ世界選手権を4回開催したほか、英米の人気バンドのコンサートなど各種イベントも開催される。

## 歴史

### 市の名前
ホジュフの街は1934年から1939年にかけて、隣り合う4つの街が合併して形成された。合併したのはホジュフ（Chorzów）、クルレフスカ・フタ（Królewska Huta）、ノヴェ・ハイドゥキ（Nowe Hajduki）、ハイドゥキ・ヴィエルキェ（Hajduki Wielkie）の4つである。
2007年、ホジュフは上シレジア都市圏連合の一部となり、ポーランドにおいて制度上認められた最大規模の都市圏の一部を構成するようになった。ラテン語での呼称シレシア（Silesia）が新しい大都市圏の呼称の有力な候補であった。
ホジュフ（ドイツ語ではホルツォウ Chorzow）の名前の由来は不明である。ホジュフは、1136年にローマ教皇インノケンティウス2世によって書かれた文献では、農民と銀細工師が住み、2軒の宿屋のある村としてズヴェルソフ（Zversov）あるいはズエルソフ（Zuersov）の名前で記されていたと考えられている（中世においてuとvは同様に書かれていた）。その他の地名として、1198年のエルサレム総主教によってエルサレム聖墳墓騎士団に与えられた土地として記されていたツォッハム（Coccham）あるいはツォッハ（Coccha）が、ホジュフを示していると考えられる。次いで、ホジュフはハレフ（Chareu 、Charev）として1257年に、ハジョフ（Charzow）として1292年に記されている。ハジョフはおそらくザハルィ（Zachary）という人名の短縮形ハシュ（Charz）に由来すると考えら、「ハシュの地」を意味している。初期の頃の名前にあった「a」は、後に現代の発音「o」へと変化したと考えられる。今日、その村のあった場所はホジュフ・スタルィ（Chorzów Stary、古いホジュフ）と呼ばれている。

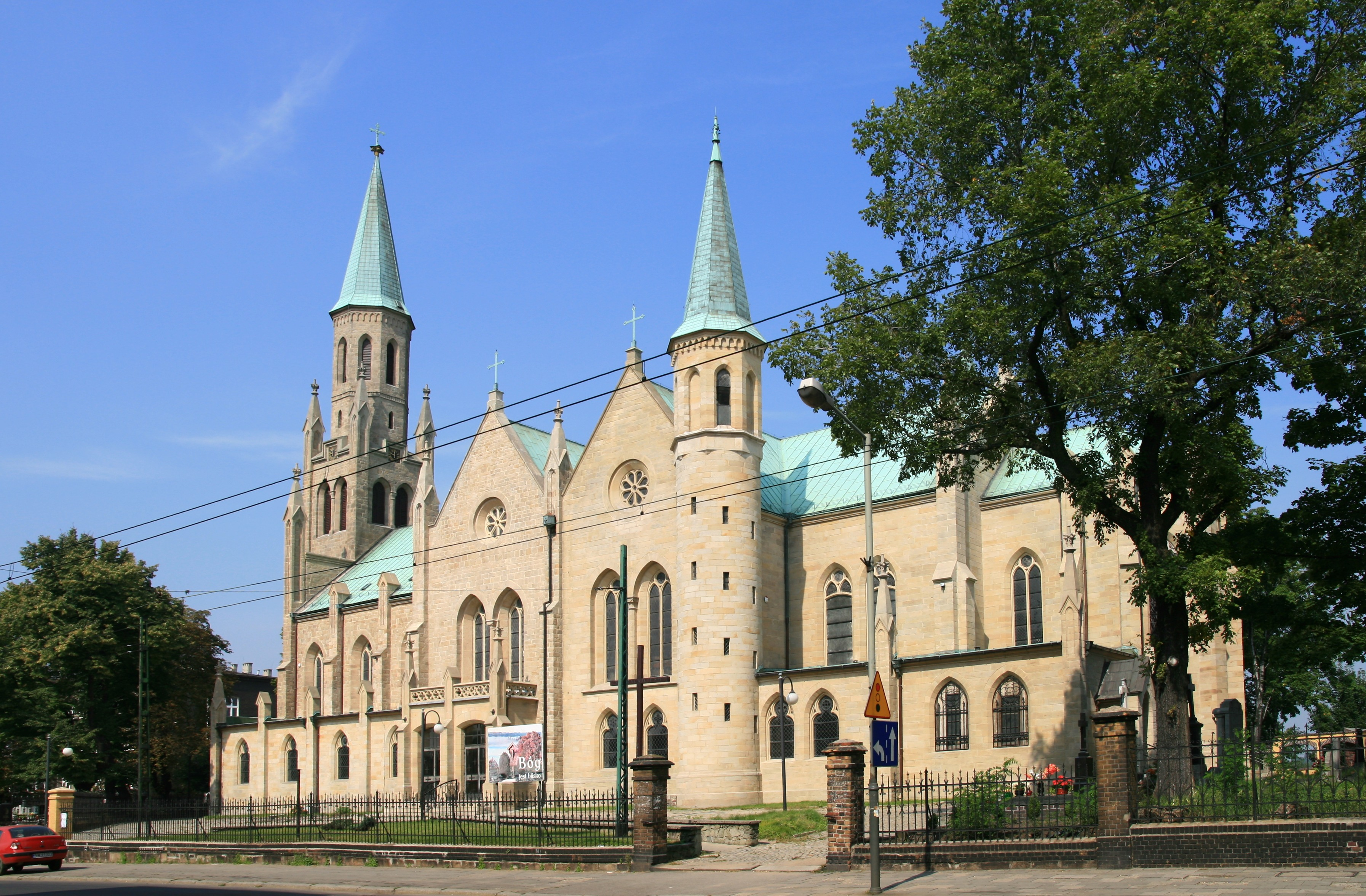
ホジュフのクルレフスカ・フタ地区最古の教会、聖バルバラ教会（1859年）

クルレフスカ・フタ（ドイツ語ではケーニヒスヒュッテ Königshütte）は産業と住宅の地域であり、ホジュフの南西に位置し、1797年以後、プロイセン王立炭鉱や王立鉄工所の周辺に広がった集落がもとである。ポーランド人からはクルレフスカ・フタ（Królewska Huta）、ドイツ人からはケーニヒスヒュッテ（Königshütte）と呼ばれたが、その名称はいずれも王立鉄工所を意味している。鉄工所が急速に発展したのに伴い、1868年に市に昇格した。今日、この周辺はツェントルム(Centrum、中心)と呼ばれる。
ハイドゥキ（ドイツ語ではハイドゥク Heiduk）の呼称は、おそらくドイツ語の荒野を意味する語ディー・ハイデ（die Heide）、あるいは、ドイツ語およびポーランド語の単語ハイドゥク（ポーランド語複数形でHajduki、ドイツ語単数形ではHeiduck）に由来していると考えられる。ポーランド語でハイドゥク・ヴィエルキェ（Hajduki Wielkie）とは大ハイドゥク、ノヴェ・ハイドゥク（Nowe Hajduki）とは新ハイドゥクを意味している。2つの村落は1903年に合併し、ビスマルク鉄工所にちなんでビスマルクヒュッテ（Bismarckhütte）と名づけられた。国境が変動してからは、ビスマルクの名前は市名から外され、ポーランドの王バトルィ（Batory）に置き換えられた。今日、この地区はホジュフ＝バトルィ（Chorzów-Batory）と呼ばれる。

### 12世紀から第一次世界大戦にかけて

#### ホジュフの村
12世紀、ホジュフ周辺を含むビトムの城主はクラクフの州に属していたが、1179年にカジミェシュ2世によってオポーレ公に与えられた。このころから、ホジュフの歴史は上シロンスク（オポーレ公国領）の歴史とつながっている。 
ホジュフの村で最も古い地域は、今日ホジュフ・スタルィ（Chorzów Stary）と呼ばれ、1257年以降エルサレム聖墳墓騎士団に属した。すでにこのとき銀と鉛の鉱石が近くで採掘されており、その後は鉄鉱石も採掘された。16世紀以後の発展に関しては多くの文献がある。
1327年以降、ピャスト朝の公爵によって支配された上シロンスク公領はボヘミアの大君主の地位を受けたが、ボヘミア自体が1490年以後はオーストリアのハプスブルクに、1526年にはポーランドのヤギェウォ朝に属するようになった。 1742年、ホジュフを含む地域はオーストリア継承戦争でプロイセン王国のホーエンツォレルン家によって征服され、以後、ホジュフを含む上シレジアはプロイセンの産業力向上に寄与した。プロシアと、その後のドイツによる統治期間は約180年間続いており、産業革命や急速な工業化の時期に重なっている。

#### 国王の鉄工場、炭鉱、化学工場
18世紀の終わり頃、地元の教会の牧師が瀝青炭の鉱床を発見したことから、新しい工業がホジュフ地域で発達した。1791年から1797年にはプロイセン国営王立炭鉱（Kopalnia Król, Königsgrube, 後に何度か政治上の変化により改名されている）が造られた。
1799年に王立鉄工所（Królewska Huta、Königshütte）で最初の銑鉄が作られたが、これは当時、ヨーロッパ大陸でも先駆的な事業であった。鉄工所は1819年の時点では4台の溶鉱炉から成り、1,400tもの銑鉄を生産した。1800年代には、現代のリンドグニア亜鉛精錬所（Lidognia）が新たに加えられた。鉄工所は1871年、持株会社Vereingte Königs- und Laurahütte AG für Bergbau und Hüttenbetrieb社に買収され、製鉄所、レール工場、工作所が新たに加えられた。1870年には「伯爵夫人ローラ炭鉱」が王立炭鉱の近くに開かれ、1913年から1914年の石炭の採掘量は1年につき100万tまで増加した。1898年に火力発電所が建設されたが、これは1930年代頃には100MWの発電量があったポーランドで最も大手の発電会社であった。今日でもこの発電所は「ELCHO」として稼働している。
1915年、近くに窒素化学工場（Oberschlesische Stickstoffwerke、オーベルシュレジシェ・シュティックストフヴェルケ）が建設され、新発明の手法（ハーバー・ボッシュ法）で空気・水・石炭から肥料と爆薬を作り出した。この工場は今日でも「Zakłady Azotowe社」として動いている。 

#### クルレフスカ・フタ、村から都市への発達
新しい炭鉱と製鉄所の近くに集落が発展した。1797年以降、村落の一部はケーニヒスヒュッテ（Königshütte、「王立鉄工所」、ポーランド語ではクルレフスカ・フタ Królewska Huta）と呼ばれていた。1846年、クルレフスカ・フタからシフィエントフウォヴィツェやムィスウォヴィツェ（Mysłowice）への鉄道が、1857年にビトムなどへの鉄道が、1872年までにはシロンスク地方の全ての主要都市までの鉄道が開通した。クルレフスカ・フタは1868年にビトム郡に属する市に昇格し、1898年には郡から独立した。 
クルレフスカ・フタの人口は、1870年に19,500人であったのが1910年には72,600人にもなり、急速に増加していった。その内、17,300人の労働者が工業（1939年と同様の数）に従事した。住民は、大部分はシレジア語かドイツ語の話者であった。

#### ハイドゥキ・ヴィエルキェ郊外
ホジュフやクルレフスカ・フタのちょうど南にあったハイドゥキ・ヴィエルキェ（Hajduki Wielkie）の村ではビスマルク鉄工所（Bismarckhütte）が1872年に開業し、後にバトルィ鉄工所と呼ばれている。大きな石炭化学工場が1889年に稼働したが、これは、後のポーランド領内でも初めての石炭化学工場であった。今日、この会社はZakłady Koksochemiczne Hajduki社として営業している。

#### ポーランド国家の再生
19世紀の終わり頃、ホジュフではポーランド人のナショナリズムの再興が起こった。ポーランド・ドイツ両民族間の緊張状態は、カトリック対プロテスタントの宗教間対立、および階級間の闘争とも交じり合った。カロル・ミャルカ（Karol Miarka）は1868年からクルレフスカ・フタで、『カトリック』（Katolik）紙を含むポーランド語の本や新聞の発行人をつとめ、1879年以降は『Poradnik Gospodarski』も発行している。彼は、上シロンスク連合や上シロンスク農民連合などの政治組織の創設者でもあった。ユリウシュ・リゴン（Juliusz Ligoń）は、ポーランド人の活動家・詩人であった。

### ポーランド時代（1922年から1939年）
第一次世界大戦（1914年から1918年）の後、第二ポーランド共和国が1918年に独立を果たした。上シロンスクの帰属をめぐる住民投票の結果の多くは親ドイツ的なものであったが、3度にわたるシレジア蜂起の後、ホジュフやクルレフスカ・フタを含むシロンスク東部はドイツから分離し、1922年にポーランドに割譲された。多くの人々の流入がこれに続いた。その戦略的重要性のために、オーベルシュレジシェ・シュティックストフヴェルケ窒素工場を巡るドイツ・ポーランド間の係争が起こり、常設国際司法裁判所で4年にわたって争われた。1934年、ホジュフ、クルレフスカ・フタ、ノヴェ・ハイドゥキの各町はひとつに統合され、人口81,000人の単一の自治体となった。最も古い地名であったホジュフが新しい市の名前に選ばれた。1939年、人口3万人のハイドゥキ・ヴィエルキェもホジュフへと合併した。
1920年代のドイツ・ポーランド間の貿易摩擦により陸上交易が止まり、当時国境の町であったホジュフの工業は1933年まで停滞した。1927年、フタ・ピウスツキ（Huta Piłsudski）は鉄道車両・トラム・橋の製造会社として分離された。こんにちこの会社はアルストム＝コンスタル（Alstom-Konstal）として運営されている。国立窒素化合物工場（Państwowa Fabryka Związków Azotowych）は1933年に、タルヌフ＝モシチツェ（Tarnów-Mościce）にある同業の会社と合併した。

### 第二次世界大戦中のドイツ時代
1939年9月の第二次世界大戦勃発の日、ホジュフはナチス・ドイツによって占領された。ポーランド不正規軍、主にシレジア蜂起を戦った老兵や偵察兵は、3日間もの間ドイツ正規軍に対し抵抗したが、後に大量処刑された。ポーランドの資産は没収され、ホジュフはドイツ領シレジア（プロイセン州のうちのシュレージエン, 1941年以後はオーバーシュレジエン Oberschlesien）に統合された。上シロンスクの産業の存在は、ナチス・ドイツの戦争を支える柱のひとつとされた。いくつかの強制収容所がホジュフに作られ、1944年から1945年にかけてアウシュヴィッツ強制収容所の2つの分所が建設された。ホジュフは1945年1月にソ連軍によって占領され、シレジア民族とドイツ民族の多くがその後迫害・追放された。

### 1945年以降
第二次世界大戦後、ホジュフはポーランドに再統合された。一般に、イギリスなど連合国からのシロンスクに対する空襲の難しさ、1945年1月に赤軍が行ったシロンスクに対する包囲攻撃（挟撃作戦）、軍需大臣アルベルト・シュペーアがヒトラーの命令したドイツ焦土化計画（「ネロ命令」）を無視したことなどにより、ホジュフの工業は第二次世界大戦において大きなダメージを受けなかったといわれている。この地域は戦後のポーランド復興と工業化において死活的に重要な役割を果たした。
終戦後、産業は国有化され、1989年までほとんど変化のないまま運営されたが、共産主義の終焉とともに、この地域は低迷を始めた。1989年以降、この地域は重工業からより多様な産業へと転換を図った。2007年にはホジュフは上シロンスク都市圏連合の一部となった。上シロンスク都市圏連合は地域内の緊密な連携・競争力の強化・インフラの整備を目的とした、連続した複数の都市による有志連合である。
戦後から現在までの間、この地域には数回にわたって人口流出の波が押し寄せた。
- 1945年、ドイツ系住民のドイツへの追放とポーランド人の他地域からの流入（ソ連に併合された地域から追放されたポーランド人も含む）。
- 1971年、ドイツ系住民の西ドイツへの流出。
- 1982年、西側諸国への流出。
- 2005年、他の欧州連合諸国への流出。

### 人口の推移
- クルレフスカ・フタ市時代
  - 1870年:1万9500人
  - 1910年:7万2600人

- ホジュフ市
  - 1934年: 11万人
  - 1939年: 12万7000人
  - 1950年: 12万9456人
  - 1960年: 14万7037人
  - 1970年: 15万1946人
  - 1975年: 15万6300人
  - 1980年: 15万107人
  - 1990年: 13万1902人
  - 1995年: 12万5800人
  - 1998年: 12万3000人
  - 2000年: 11万8708人
  - 2002年: 11万7430人
  - 2010年: 11万2697人
  - 2020年: 10万6846人
  - 2021年: 10万5628人

## 姉妹都市
- ズリーン、チェコ
- イーザーローン、ドイツ
- テルモリ、イタリア
- オーズド、ハンガリー
- クレイユ、フランス
- テルノーピリ、ウクライナ

## 関係者
- ホジュフで生まれた人
  - クルト・アルダー（Kurt Alder） - ドイツ人の化学者。ノーベル化学賞を受賞。
  - フランツ・ワックスマン（Franz Waxman） - アメリカ人の作曲家
  - Wlasyslaw Pilars de Pilar - ポーランド人の詩人、企業家
  - Ryszard Riedel - ブルースロック歌手
  - ハンナ・シグラ（Hanna Schygulla） - ドイツ人の女優、シャンソン歌手
  - Theodor Kotulla - ドイツ人の映画監督
  - Olgierd Łukaszewicz - ポーランド人の俳優
  - Günther Rittau - ドイツ人のカメラマンと映画監督
  - Antoni Piechniczek - ポーランド人のサッカーコーチ
  - Tino Schwierzina - ドイツ人の政治家
  - Oskar Seidlin - アメリカ人の学者
  - Gerard Cieślik - ポーランド人のサッカーのスター選手
  - Reinhard Appel - ドイツ人のジャーナリスト
  - Mirosław Breguła - ポーランドの音楽グループ"Universe"の歌手、ギタリスト、作曲家、および創設者
  - Paul Mross or Paweł Mróz - ポーランド、ドイツ人のチェス選手
  - Gerard Wodarz, interbellum現代のポーランド人のサッカーのスター選手
  - Leonard Piątek, interbellum現代のポーランド人のサッカースター選手

- ホジュフに関係する人
  - Friedrich Wilhelm von Reden (1752-1815) ドイツ人のパイオニア
  - John Baildon (1772-1846) スコットランド人の冶金業のパイオニア
  - Adolph Menzel (1815-1905) ドイツ人の芸術家
  - イグナツィ・モシチツキ（Ignacy Mościcki）(1867-1946) ポーランド人の化学者、大統領
  - フリッツ・ハーバー（Fritz Haber） (1868-1934) ドイツ人の科学者
  - Eugeniusz Kwiatkowski (1888-1974) 著名なポーランド人のエコノミスト、政治家
  - Ernest Wilimowski (1916-1997) シレジアサッカーのスター選手